# Distrikt Otuzco
Der Distrikt Otuzco liegt in der Provinz Otuzco in der Region La Libertad in West-Peru. Der Distrikt wurde am 10. September 1941 gegründet. Er hat eine Fläche von 402 km². Beim Zensus 2017 wurden 24.169 Einwohner gezählt. Im Jahr 1993 lag die Einwohnerzahl bei 21.786, im Jahr 2007 bei 25.265. Verwaltungssitz des Distriktes ist die 2641 m hoch gelegene Provinzhauptstadt Otuzco mit 12.396 Einwohnern (Stand 2017).

## Geographische Lage
Der Distrikt Otuzco liegt in der peruanischen Westkordillere zentral in der Provinz Otuzco. Der Río Otuzco mit seinen Quellflüssen Río Huangamarca und Río Pollo entwässert das zentrale Gebiet in südwestlicher Richtung zum Río Moche. Letzterer fließt entlang der südwestlichen Distriktgrenze nach Südwesten. Der Río Chicama fließt entlang der nordöstlichen Distriktgrenze nach Nordwesten.
Der Distrikt Otuzco grenzt im Südwesten an den Distrikt Poroto, im Westen an die Distrikte La Cuesta und Sinsicap, im Nordwesten an den Distrikt Marmot, im Nordosten an die Distrikte Lucma und Huaranchal, im Osten an die Distrikte Charat und Usquil sowie im Süden an die Distrikte Agallpampa und Salpo.

## Ortschaften
Im Distrikt gibt es folgende größere Ortschaften:
- Cayanchal (541 Einwohner)
- Llaugueda (648 Einwohner)
- Magdalena de Purruchaga (542 Einwohner)
- San Francisco del Suro (559 Einwohner)
- San Isidro (749 Einwohner)